# Arcyophora riggenbachi
Arcyophora riggenbachi är en fjärilsart som beskrevs av Felix Bryk 1913. Arcyophora riggenbachi ingår i släktet Arcyophora och familjen trågspinnare. Inga underarter finns listade i Catalogue of Life.